# Ataxia estoloides
Ataxia estoloides là một loài bọ cánh cứng trong họ Cerambycidae.